# 35-ös busz (Debrecen)
A debreceni 35-ös jelzésű autóbusz a Segner tér és a Felsőjózsai utca között közlekedik. Útvonala során érinti a Helyközi autóbusz-állomást, Segner teret, Diószegi Sámuel Közép- és Szakképző iskolát, Agrár Tudományi Centrumot és az Árpád Vezér Általános Iskolát.
Jelenlegi menetrendje 2017. december 18-tól érvényes.

## Története
1985-ig Józsát, csak helyközi busszal lehetett elérni. Ez változott meg 1985-ben amikor kísérleti jelleggel helyi járatot indítottak Józsára napi pár alkalommal. A járatok annyira beváltak, hogy elindultak a Felsőjózsát kiszolgáló 34-es és 35-ös valamint az Alsójózsát kiszolgáló 36-os járatok. A járatok a Segner térről indultak majd a Vendég/Csap utcákon keresztül érték el a Böszörményi utat, a Böszörményi úton a trafóállomásnál pedig elhagyták Debrecen-t. Az útvonaluk Józsai része már az elindulás óta változatlan. Ez alól a 34-es busz a kivétel, mely 2002-ig a Bondorhát utca felé az Alkotás utcán, vissza pedig a Deák Ferenc utcán haladt, valamint 2009-ben meghosszabbították a mai végállomásig. 1991-ben indították el első betétjáratát a 35A-t, mely csak a Doberdó utcáig közlekedett. 2004-ben elindult második betétjárata a 35Y, mely később alapjárattá nőtte ki magát. A józsai járatok egészen 2009-ig szakaszhatárosak voltak, így a Böszörményi úti iskola (mai Árpád Vezér Általános Iskola) megállóhelyről csak összvonalas bérlettel, vagy újabb vonaljegy lyukasztásával lehetett tovább utazni. A 2009. július 1-jei szolgáltatóváltáskor a Józsai járatokat összevonták a 28-as busszal. Innentől kezdve a belső végállomás a Dobozi lakótelep lett. A végállomás annyira zsúfolt lett, hogy július 20-ától egy új megállóhelyet helyeztek üzembe. Sok panasz érte ekkoriban a józsai járatokra mivel a Dobozi lakótelep megállóhelyen le kellett szállni, és a következő két megállóhely mellett lévő iskolába csak egy másik buszra való felszállással lehetett eljutni. 2010. július 12-től a légszennyezésre hivatkozva a Segner térig rövidítették. A Segner tértől a Dobozi lakótelepre a 2D, 3E és 4-es trolibusszal lehetett eljutni. A józsaiak így már nem tudták közvetlenül elérni a belvárost, így a járat meghosszabbítottását kérték a DKV-tól. Egy hónap múlva augusztus 16-án a járatot meghosszabbították, viszont a Dobozi lakótelep helyett már a Nagyállomásig közlekedett csak hétköznap csúcsidőben. Csúcsodőn kívül és hétvégén az A jelzésű betétjáratok közlekedtek a Segner térig. A 2-es villamos 2014-es elindulásával az összes járat csak a Segner térig közlekedik. Ettől kezdve van egy kis is hurok a vonalban. Ennek az volt a célja, hogy a Távolsági buszpályaudvart is elérhessék az utasok átszállás nélkül. Ezzel egyidejűleg a betétjáratok megszűntek a 36Y kivételével.

## Járművek
A viszonylaton Alfa Cívis 18 típusú csuklós buszok közlekednek.

## Útvonala
| Év        | Végállomások                                    | Útvonal oda délelőtt | Útvonal oda délután | Útvonal vissza délelőtt | Útvonal vissza délután |
| --------- | ----------------------------------------------- | --- | --- | --- | --- |
| 1985-1991 | Nyugati utca – Felsőjózsai utca                 | Csap utca – Böszörményi út – – Szentgyörgyfalvi út – Sillye Gábor utca | Csap utca – Böszörményi út – – Szentgyörgyfalvi út – Gönczy Pál utca | Gönczy Pál utca – Szentgyörgyfalvi út – – Böszörményi út – Vendég utca | Sillye Gábor utca – Szentgyörgyfalvi út – – Böszörményi út – Vendég utca |
| 1991-1999 | Segner tér/35A: Doberdó utca – Felsőjózsai utca | Csap utca – (35A: Doberdó utca) – Böszörményi út – – Szentgyörgyfalvi út – Sillye Gábor utca | Csap utca – (35A: Doberdó utca) – Böszörményi út – – Szentgyörgyfalvi út – Gönczy Pál utca | Gönczy Pál utca – Szentgyörgyfalvi út – – Böszörményi út – (35A: Doberdó utca) – Vendég utca | Sillye Gábor utca – Szentgyörgyfalvi út – – Böszörményi út – (35A: Doberdó utca) – Vendég utca |
| 1999-2004 | Segner tér/35A: Doberdó utca – Felsőjózsai utca | Pesti utca – (35A: Doberdó utca) – Böszörményi út – – Szentgyörgyfalvi út – Sillye Gábor utca | Pesti utca – (35A: Doberdó utca) – Böszörményi út – – Szentgyörgyfalvi út – Gönczy Pál utca | Gönczy Pál utca – Szentgyörgyfalvi út – – Böszörményi út – (35A: Doberdó utca) – Pesti utca | Sillye Gábor utca – Szentgyörgyfalvi út – – Böszörményi út – (35A: Doberdó utca) – Pesti utca |
| 2004-2009 | Segner tér/35A: Doberdó utca – Felsőjózsai utca | Pesti utca – (35A: Doberdó utca) – Böszörményi út – – Harmat utca – Sillye Gábor utca | Pesti utca – (35A: Doberdó utca) – Böszörményi út – – Harmat utca – Sillye Gábor utca | Gönczy Pál utca – Szentgyörgyfalvi út – Harmat utca – – Böszörményi út – (35A: Doberdó utca) – Pesti utca                                                                                                | Gönczy Pál utca – Szentgyörgyfalvi út – Harmat utca – – Böszörményi út – (35A: Doberdó utca) – Pesti utca                                                                                                |
| 2009-2010 | Dobozi lakótelep – Felsőjózsai utca             | Víztorony utca – Ótemető utca – Rakovszky Dániel utca – Faraktár utca – Kossuth utca – Széchenyi utca – Nyugati utca – Segner tér – Pesti utca – Böszörményi út – – Szentgyörgyfalvi út – Sillye Gábor utca | Víztorony utca – Ótemető utca – Rakovszky Dániel utca – Faraktár utca – Kossuth utca – Széchenyi utca – Nyugati utca – Segner tér – Pesti utca – Böszörményi út – – Szentgyörgyfalvi út – Sillye Gábor utca | Gönczy Pál utca – Szentgyörgyfalvi út – Harmat utca – – Böszörményi út – Pesti utca – Segner tér – Nyugati utca – Széchenyi utca – Kossuth utca – Faraktár utca – Rakovszky Dániel utca – Víztorony utca | Gönczy Pál utca – Szentgyörgyfalvi út – Harmat utca – – Böszörményi út – Pesti utca – Segner tér – Nyugati utca – Széchenyi utca – Kossuth utca – Faraktár utca – Rakovszky Dániel utca – Víztorony utca |
| 2010      | Segner tér – Felsőjózsai utca                   | Pesti utca – Böszörményi út – – Szentgyörgyfalvi út – Sillye Gábor utca | Pesti utca – Böszörményi út – – Szentgyörgyfalvi út – Sillye Gábor utca | Gönczy Pál utca – Szentgyörgyfalvi út – Harmat utca – Böszörményi út – Pesti utca | Gönczy Pál utca – Szentgyörgyfalvi út – Harmat utca – Böszörményi út – Pesti utca |
| 2010-2014 | Nagyállomás – Felsőjózsai utca                  | Piac utca – Széchenyi utca – Nyugati utca – Segner tér Pesti utca – Böszörményi út – – Szentgyörgyfalvi út – Sillye Gábor utca                                                                              | Piac utca – Széchenyi utca – Nyugati utca – Segner tér Pesti utca – Böszörményi út – – Szentgyörgyfalvi út – Sillye Gábor utca                                                                              | Gönczy Pál utca – Szentgyörgyfalvi út – Harmat utca – – Böszörményi út – Pesti utca – Segner tér – Nyugati utca – Széchenyi utca – Piac utca                                                             | Gönczy Pál utca – Szentgyörgyfalvi út – Harmat utca – – Böszörményi út – Pesti utca – Segner tér – Nyugati utca – Széchenyi utca – Piac utca                                                             |
| 2014-től  | Segner tér – Felsőjózsai utca                   | Hatvan utca – Tisza István utca – Széchenyi utca – Nyugati utca – Segner tér – Pesti utca – Böszörményi út – – Szentgyörgyfalvi út – Sillye Gábor utca                                                      | Hatvan utca – Tisza István utca – Széchenyi utca – Nyugati utca – Segner tér – Pesti utca – Böszörményi út – – Szentgyörgyfalvi út – Sillye Gábor utca                                                      | Gönczy Pál utca – Szentgyörgyfalvi út – Harmat utca – – Böszörményi út – Pesti utca – Segner tér – Nyugati utca – Széchenyi utca – Tisza István utca – Hatvan utca                                       | Gönczy Pál utca – Szentgyörgyfalvi út – Harmat utca – – Böszörményi út – Pesti utca – Segner tér – Nyugati utca – Széchenyi utca – Tisza István utca – Hatvan utca                                       |

## Megállóhelyei
Az átszállási kapcsolatok között az azonos útvonalon, de a felsőjózsai kört ellenkező irányban körbe járó 35Y busz nincsen feltüntetve.
| 0  | Segner tér végállomás                    | 33 | 3, 3A, 4, 5, 5A 10, 10A, 10Y, 11, 13, 14, 17, 17A, 24, 24Y, 25, 25Y, 33E, 33, 34, 35E, 36, 42, 42A, 45, 46, 46E, 46H, 49, 49Y, 125, 125Y, 146, A1 Helyközi buszok |
| 1  | Hatvan utca                              | 32 | 10, 10A, 10Y, 13, 14, 22, 22Y, 24, 24Y, 33, 34, 36 |
| 2  | Széchenyi utca (↓) Tisza István utca (↑) | 31 | 3, 3A, 4 19, 25, 25Y, 34, 36, 41, 41Y, 42, 42A, 45, 125, 125Y, A1                                                                                                 |
| 3  | Helyközi autóbusz-állomás                | 30 | 3, 3A, 4, 5, 5A 10, 10A, 10Y, 14, 19, 25, 25Y, 34, 36, 41, 41Y, 42, 42A, 45, 46, 46E, 46H, 125, 125Y, 146, A1 Helyközi buszok                                     |
| 4  | Segner tér                               | 28 | 3, 3A, 4, 5, 5A 10, 10A, 10Y, 11, 13, 14, 17, 17A, 24, 24Y, 25, 25Y, 33, 33E, 34, 35E, 36, 42, 42A, 45, 46, 46E, 46H, 49, 49Y, 125, 125Y, 146, A1 Helyközi buszok |
| 6  | Pesti utca                               | 26 | 11, 12, 14, 22, 22Y, 24, 24Y, 33E, 34, 35E, 36, 36E, 42, 42A, 43                                                                                                  |
| 8  | Alföldi Nyomda                           | ∫  | 15, 15Y, 22, 22Y, 34, 36 Helyközi buszok |
| 9  | Tűzoltóság                               | 24 | 15, 15Y, 22, 22Y, 24, 24Y, 34, 36 |
| 10 | Füredi út                                | 23 | 15, 15Y, 21, 22, 22Y, 24, 24Y, 33, 33E, 34, 35E, 36, 36E, A1 Helyközi buszok                                                                                      |
| 11 | Kertváros                                | 21 | 15, 15Y, 22, 22Y, 24, 24Y, 34, 36 |
| 13 | Agrártudományi Centrum                   | 19 | 15, 15Y, 22, 22Y, 24, 24Y, 34, 36, 36E Helyközi buszok |
| 15 | Békessy Béla utca                        | 18 | 15, 15Y, 22, 24, 24Y, 34, 36 |
| 16 | Árpád Vezér Általános Iskola             | 16 | 2 10, 10A, 10Y, 11, 15, 15Y, 22, 24, 34, 35E, 36, 36E, 36Y, 50 Helyközi buszok                                                                                    |
| 17 | Branyiszkó utca                          | 14 | 34, 36, 36Y |
| 18 | Lóverseny utca (↓) Úrrétje utca (↑)      | 13 | 34, 36, 36Y |
| 19 | Hangyás utca                             | 12 | 34, 36, 36Y |
| 21 | Agrárgazdaság                            | 10 | 34, 36, 36Y Helyközi buszok |
| 22 | Harstein kertek                          | 9  | 34, 36, 36Y |
| 23 | 35-ös út                                 | 8  | 34, 36, 36Y |
| 25 | Harmat utca                              | ∫  | 35E |
| 26 | Sillye Gábor utca                        | ∫  | 35E |
| 27 | Barátság utca                            | ∫  | 35E |
| ∫  | Szirom utca                              | 6  | |
| ∫  | Rózsás Csárda                            | 5  | 34, 35E, 36, 36E, 36Y Helyközi buszok |
| ∫  | Gönczy Pál Általános Iskola              | 3  | 35E |
| ∫  | Pál utca                                 | 1  | 35E |
| 29 | Felsőjózsai utca végállomás              | 0  | 34, 35E |

### Nagyállomás elérése
Mivel már egy józsai járat sem megy el a Nagyállomásig, át kell szállni a 2-es villamosra. Átszállni az Árpád Vezér Általános Iskola nevű megállónál lehet. A Nagyállomás irányába 110 m sétát jelent a villamosmegálló megközelítése, Józsa felé csak pár lépést. Ezt az átszállási kapcsolatot a DERKE javaslatára javították.

## Járatsűrűség
Általában óránként 1-2 járat indul
Menetrendek:
- Egyszerűsített menetrend
- Egyszerűsített és összevont menetrend a józsai buszokkal
- hivatalos menetrend